# Selenops lesnei
Selenops lesnei är en spindelart som beskrevs av Roger de Lessert 1936. Selenops lesnei ingår i släktet Selenops och familjen Selenopidae. Inga underarter finns listade i Catalogue of Life.